# Бистршице (Среднечешский край)
Бистршице (чеш. Bystřice, нем. Bistritz или Bistritz bei Beneschau) — чешский город в районе Бенешов Среднечешского края. Находится в горах Центральной Богемии.
Расположен в юго-западной части района Бенешов в 7 км к северу от административного центра г. Бенешова, в 16 км к востоку от Влашим, в 19 км к западу от Седльчани и в 30 км к северу от Ржичани. Через город проходит Европейский маршрут E55. К западу от Бистршице находится спортивный аэродром Несвачилы.

## Административное деление
Район Бистршице включает 29 окружающих муниципалитетов. Наибольшие из них:
- Бистршице у Бенешова — часть Бистршице

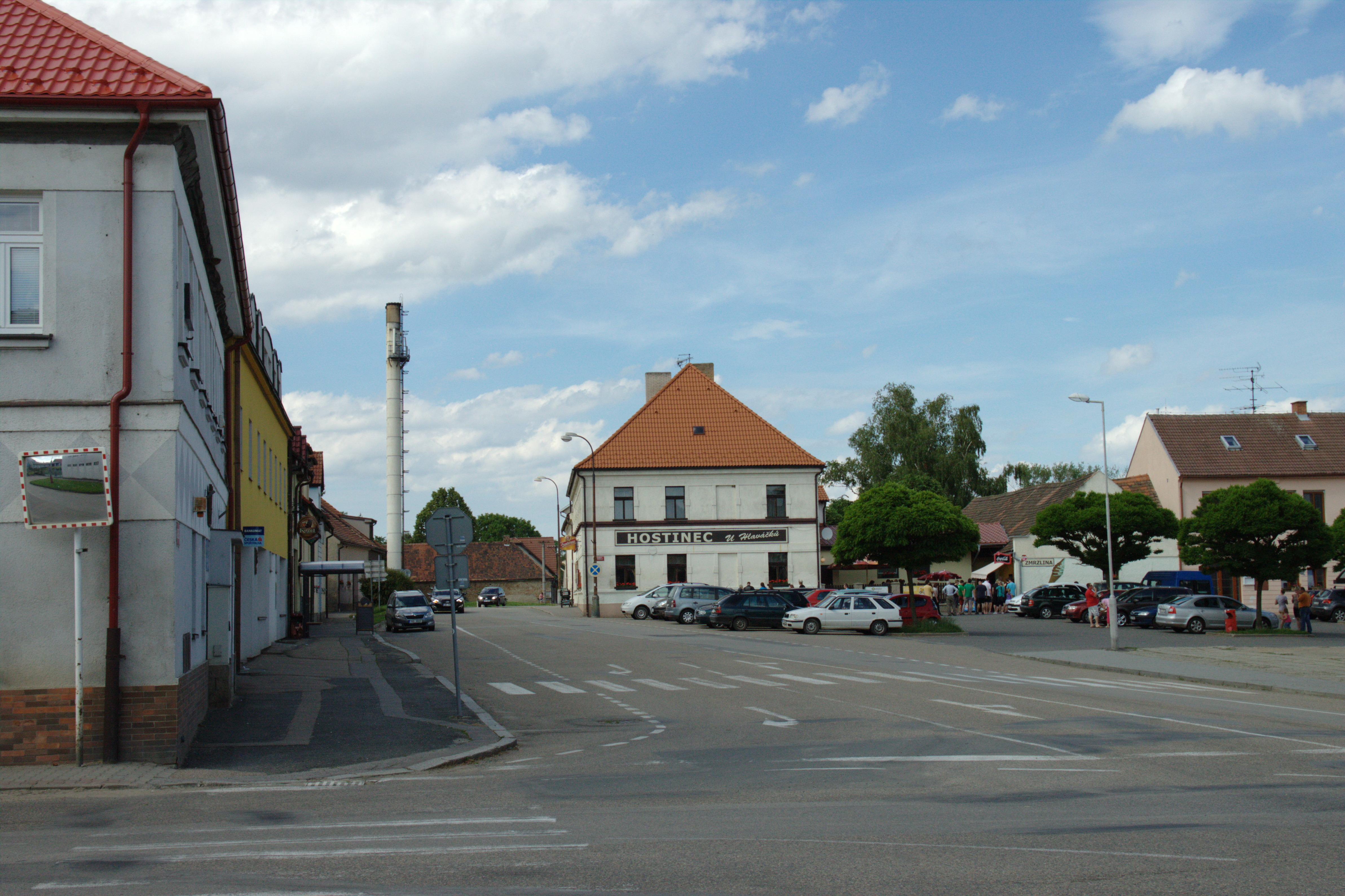
Вид города

- Божковице
- Драчков
- Йиночице
- Йировице
- Кобыли
- Лишно
- Несвачили у Бистршице
- Оубенице у Вотиц
- Творчовице

## История
Бистршице впервые упоминается во второй половине XIII века. В конце XIV века рядом был построен замок. С XV века замок и его окрестности принадлежали роду Штернберков. В 1471 году чешский король Йиржи из Подебрад предоставил Бистршице статус города. До второй половине XVI века здесь велось активное строительство домов, мельниц, прудов. Действовал крупный рынок.

Во время Тридцатилетней войны, Бистршице вначале избежало разрушения. Однако в конце войны после битвы под Янковом шведы напали на город и разграбили его. В результате опустошения ранее процветавший рыночный город пришёл в упадок. Основными областями занятости жителей стали сельское хозяйство, лесопереработка и рыбоводство.

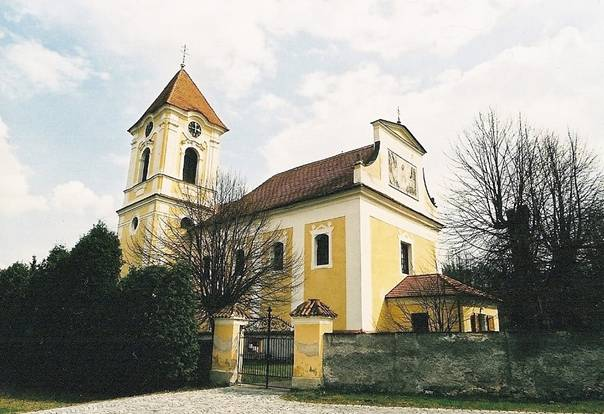
Костёл Св. Симона и Юди

## Достопримечательности
- Костёл Св. Симона и Юди (в стиле барокко, 1666) — памятник культуры Чешской Республики
- Статуя святого Иоанна Непомуцкого

## Население
| Год  | Численность | Численность |
| ---- | ----------- | ----------- |
| 1869 | 6132        | [ 5 ]       |
| 1880 | 5828        | [ 5 ]       |
| 1890 | 5783        | [ 5 ]       |
| 1900 | 5850        | [ 5 ]       |
| 1910 | 5596        | [ 5 ]       |
| 1921 | 5748        | [ 5 ]       |
| 1930 | 5613        | [ 5 ]       |
| 1950 | 4751        | [ 5 ]       |
| 1961 | 4642        | [ 5 ]       |
| 1970 | 4237        | [ 5 ]       |
| 1980 | 3845        | [ 5 ]       |
| 1991 | 3803        | [ 5 ]       |
| 2001 | 3872        | [ 5 ]       |
| 2011 | 4276        | [ 5 ]       |
| 2014 | 4342        | [ 6 ]       |
| 2016 | 4334        | [ 7 ]       |
| 2017 | 4339        | [ 8 ]       |
| 2018 | 4370        | [ 9 ]       |
| 2019 | 4422        | [ 10 ]      |
| 2020 | 4483        | [ 11 ]      |
| 2021 | 4444        | [ 12 ]      |
| 2022 | 4456        | [ 13 ]      |
| 2023 | 4585        | [ 14 ]      |
| 2024 | 4686        | [ 3 ]       |